# 朱厭
朱厭，是中國古代傳說中的一隻妖怪，为白头红脚的猿猴，一出现就会發生战争。

## 原文
《山海经·西山经》：「有兽焉，其壮如猿而白首赤足，名曰朱厌，见则大兵。」

## 相關
- 中國妖怪列表